# 대기화학

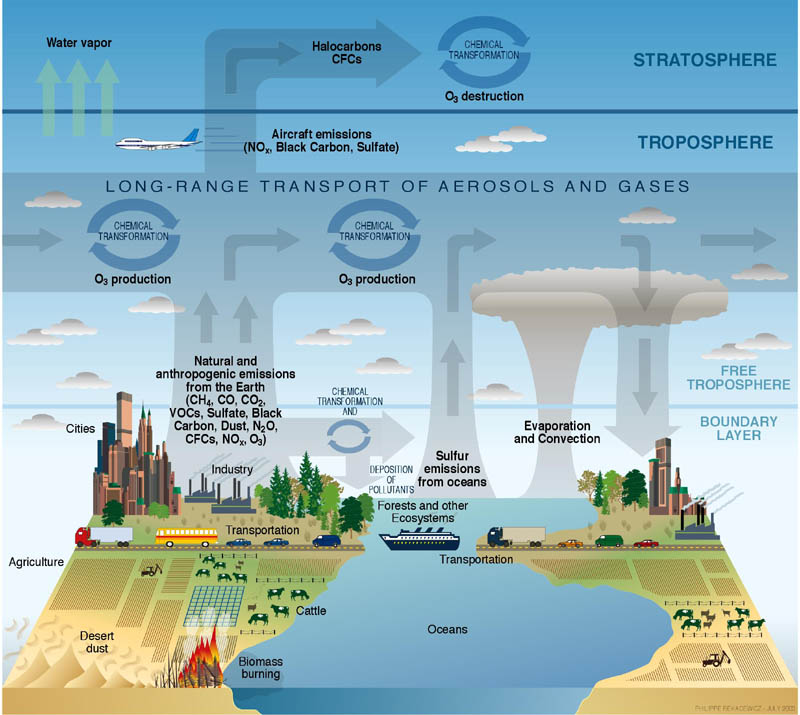
대기 구성을 화학적으로 간단히 나타낸 다이어그램이다.

대기화학(大氣化學, 영어: atmospheric chemistry)은 대기의 화학적 특성을 연구하는 학문분야로, 지구를 포함한 다른 행성들의 대기 중  화학작용을 연구하는 대기 과학의 한 분야이다. 대류권과 성층권 안에 있는 대기 구성물의 생성ㆍ수송ㆍ변질ㆍ이동 따위를 연구하며,  공기 중의 화학성분과 이들에 함유되어 있는 희귀원소의 활동 및 광화학반응 등 대기 중의 화학적 변화를 연구하는 학문이다. 이 학문은 환경 화학, 대기 물리학, 기상학, 기후학, 컴퓨터 모델링, 해양학, 지질학, 화산학과 같은 다른 과학 분야들과 밀접한 관계가 있다.
지구 대기의 구성이 중요한데는 여러 가지 이유가 있지만, 가장 중요한 이유는 대기와 유기체 사이의 상호작용 때문이라고 할 수 있다. 코로나에서 나오는 태양 입자에 의한 화산 폭발, 천둥 번개, 폭우 등과 같은 자연 현상이 만들어낸 결과로 인해 지구 대기의 구성은 서서히 변화한다. 그로부터 꽤 오랜 시간이 지났고, 현재 지구 대기의 구성은 다양한 인간의 활동들에 의해 변화되었으며, 이러한 변화들 중 일부는 인간과 생태계 모두에게 해로운 영향을 끼친다. 대기 화학 물질의 변화로 인해 생겨난 문제들의 예로는 산성비, 오존층 파괴, 광화학 스모그, 온실 가스의 과도한 증가 그리고 지구 온난화가 있다. 대기 화학자들은 이러한 문제의 원인을 파악하여 이론적 이해를 얻음으로써 현재 설립 가능한 해결책을 세우고 정부가 정책을 바꾸는데 적절한 영향을 미칠 수 있도록 한다.

## 대기 조성
| 일반적인 상태의 평균 대기 조성       | 일반적인 상태의 평균 대기 조성 |
| ------------------------------------ | ------------------------------ |
| 주요 기체                            | 조성 비                        |
| 질소, N2                             | 78.084%                        |
| 산소, O2                             | 20.946%                        |
| 미세 비율로 존재하는 기체 (ppm 단위) |                                |
| 아르곤, Ar                           | 9340                           |
| 이산화탄소, CO2                      | 400                            |
| 네온, Ne                             | 18.18                          |
| 헬륨, He                             | 5.24                           |
| 메탄, CH4                            | 1.7                            |
| 크립톤, Kr                           | 1.14                           |
| 수소, H2                             | 0.55                           |
| 아산화질소, N2O                      | 0.5                            |
| 제논, Xe                             | 0.09                           |
| 이산화질소, NO2                      | 0.02                           |
| 물                                   |                                |
| 수분 입자, H2O                       | 약 1%                          |

대기 조성을 큐브 형태의 차트로 제작한 것이다.

이 때, CO2와 CH4의 비율은 측정하는 위치와 계절에 따라 달라진다. 그리고 오존은 일반적으로 ‘대기’에 포함되지 않는데, 그 이유는 오존이 지닌 극단적인 변덕성 때문이다.
| 해수면 높이에서 건조 공기의 조성 (ISO 2533 - 1975) | 해수면 높이에서 건조 공기의 조성 (ISO 2533 - 1975) |
| -------------------------------------------------- | -------------------------------------------------- |
| 기체                                               | 조성비                                             |
| 질소, N2                                           | 78.084                                             |
| 산소, O2                                           | 20.9476                                            |
| 아르곤, Ar                                         | 0.934                                              |
| 이산화탄소, CO2                                    | 0.0314 *                                           |
| 네온, Ne                                           | 1.818×10−3                                         |
| 헬륨, He                                           | 524×10−6                                           |
| 크립톤, Kr                                         | 114×10−6                                           |
| 제논, Xe                                           | 8.7×10−6                                           |
| 수소, H2                                           | 50×10−6                                            |
| 아산화질소, N2O                                    | 50×10−6                                            |

온도나 화학적 성분의 조성에 따라 구분된 대기의 층. 대류권, 성층권, 중간권, 열권 등으로 구분된다.

대기의 조성비는 측정하는 시간과 장소에 따라 큰 폭으로 변할 수 있다.
또한, 온도나 화학적 성분의 조성에 따라 대기를 지표면에서부터 대류권, 성층권, 중간권, 열권, 외기권의 다섯 층으로 나눌 수 있다.
가장 활발한 활동을 보이는 층은 대류권으로 두께가 가장 얇지만, 모든 기상 현상들이 이 영역에서 일어난다. 온도는 고도가 증가할수록 비례적으로 감소한다.
대류권의 위쪽 영역은 성층권으로 질소, 산소, 오존으로 구성된다. 이는 반대로 고도가 높아지면 기온도 따라 상승하는데, 태양의 자외선에 의해 유발된 발열반응에 의한 것이다. 이를 통해 생성된 오존은 자외선이 지표면에 도달하는 것을 막는다.
성층권 위에 있는 중간권에서는 기체들의 농도가 가지며 고도가 증가함에 따라 온도가 감소한다. 그 위는 열권이며, 이 영역에서는 태양으로부터 오는 전자나 양성자와 같은 고에너지 입자들에 의해 질소, 산소, 분자 및 원자와 충돌하기 때문에 온도가 올라간다.

## 역사
고대 그리스인들은 공기를 자연을 이루는 네 가지 원소 중 하나라고 여겼다. 이것이 대기 화학의 시초라고 할 수 있으며, 그로부터 몇 세기가 지난 18세기에 조셉 프리스틀리, 라부아지에, 헨리 카벤디쉬와 같은 화학자들이 지구 대기의 구성을 측정하려고 시도하면서부터 대기 구성에 대한 과학적 연구가 시작되었다.
19세기 후반과 20세기 초에 화학자들은 대기 중에 아주 적게 존재하는 미량의 성분을 중점적으로 연구하기 시작했다. 대기 화학에 있어서 가장 중요한 발견들 중 하나는 1840년에 크리스찬 프리드리히 쇤바인이 오존을 발견했다는 것이라고 할 수 있다.
20세기에 들어서 대기 과학은 단순히 공기의 구성을 연구하는 것만이 아니라 대기 중 미세하게 존재하는 기체들의 농도가 시간이 지남에 따라 어떻게 변해왔는지, 그리고 공기 중의 화합물이 혼합되고 분해되는 화학적 과정에 대한 내용들에 초점을 맞추기 시작했다. 이 기간동안 연구된 두 가지의 중요한 발견에는 시드니 채프먼과 고든 돕슨의 ‘오존층이 어떻게 생성되고 유지되는가’ 대한 연구와 아리 얀 하겐-스미트의 ‘광화학 스모그’에 대한 연구였다. 이 연구들을 시작으로 많은 과학자들이 오존층에 대해 연구하기 시작했으며, 이는 1995년 폴 크루젠, 마리오 몰리나, 프랭크 셔우드 롤랜드의 노벨 화학상 수상으로 이어졌다.
21세기에 들어서 그 초점은 변하고 있다. 그 전까지는 지구의 대기만을 위주로 연구했다면, 이제는 지구 시스템의 한 부분으로 인식되어 연구되고 있다. 대기 화학에만 고립되는 대신 대기권, 생물권을 비롯한 지구의 나머지 부분들과 함께 단일 시스템의 한 부분으로 보는 것에 초점을 맞추고 있다. 현재 가장 중요하다고 할 수 있는 지표는 기후 변화가 오존층에 난 구멍이 회복되는데 미치는 영향과 그 반대의 경우, 그리고 대기의 구성과 해양, 지상 생태계 간의 상호 작용이라고 할 수 있다.

## 원시 대기

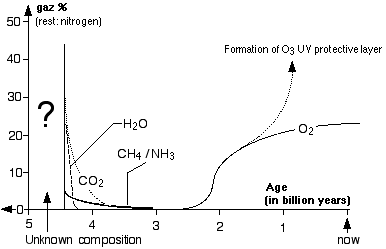
원시대기에서 현대대기까지의 발전과정을 표로 나타낸 것이다.

지구 진화 초기의 대기 상태를 일컫는 말로, 지구가 갓 태어났을 당시 수소와 헬륨으로 이루어졌을 것으로 추정되는 대기를 1차 원시대기라고 한다. 이 두꺼운 대기 층이 태양풍으로 인해 흩어지고, 지구 내부에서 방출된 수증기, 이산화탄소 및 질소로 이루어진 화산 가스와 온천 가스가 대기를 채운 것을 2차 원시대기라한다.
그 후 시간이 지나고, 지구가 급격하게 냉각되면서 대기 중의 수증기는 물로 변하였고, 이가 강수의 형태로 나타나 원시 해양이 생성되었다. 산성이였던 원시 해양이 차츰 중성으로 변해감에 따라 대기 중의 이산화탄소가 바다 속에 녹아들었고, 결국 이산화탄소의 대기 중 비율이 지금과 같이 줄어들었다. 이와는 별개로, 비활성 기체였던 질소는 오랫동안 변동 없이 존재하였고, 결국 현재와 같이 대기의 약 78%를 차지하게 되었다.
대기 중의 산소는 바다 속의 남조류에 의해 생성되었다. 산소의 일부가 성층권에서 강한 자외선을 받아 오존이 생성되었으며, 이 오존이 계속해서 뭉쳐감에 따라 오존층이 만들어졌다. 오존층이 유해한 자외선을 차단해 주는 역할을 했기 때문에 녹색 식물이 성장할 수 있었고, 계속해서 산소를 생성할 수 있었다. 대기 중 산소가 점점 증가하여 결국 지금과 같이 대기의 약 21%를 차지하게 되었다.

## 대기 순환

### 질소 순환

질소 순환의 도식. 대기로부터 질소가 비록 무한정으로 공급되더라도 고등 식물에서 질소 고정이 일어나기 위해서는 질소가 수소나 산소와 결합해야 한다. 이렇게 고정된 질소는 동물이 섭취한다.

질소의 순환은 질소가 다양한 화학 형태로 바뀌어가는 과정을 가리킨다. 이러한 변화는 생물학적인 과정과 비생물학적인 과정을 둘 다 거칠 수 있다. 질소의 순환은 질소고정, 광화작용, 질화작용, 탈질 작용이라는 중요한 과정을 거듭한다. 지구 대기권 대부분(약 78%)이 질소이나, 대기의 질소는 매우 안정해 생물학적 이용에는 사용할 수 없다는 것이 한계이다. 그러나 이런 사이클을 통해 이용가능한 질소의 부족분을 다양한 형태의 생태계로 이끌어낸다. 질소의 순환은 생태학자에게는 특히 관심을 끄는데 질소 이용 가능성은 일차 생산과 부패를 포함한 생태계 과정의 속도에 영향을 미치기 때문이다. 화석 연료 연소, 인공 질소 비료 사용, 폐수로의 질소 방출과 같은 인간 활동은 극적으로 지구 질소의 순환을 바꾸어 놓고 있다.

### 산소 순환

산소의 순환. 산소는 산소분자, 물분자, 유기-무기 화합물 등 매우 다양한 화학적 형태의 조합으로 존재하므로 그 순환이 매우 복잡하다.

산소의 순환은 산소가 대기권, 생물권 안의 생물에 들어있는 총량, 암권 안에서 움직이는 현상을 가리키는 생물지구화학적 순환이다. 수권 안에서 산소의 순환이 실패하면 저산소 지역이 나타날 수 있다. 산소의 순환을 일으키는 주된 요인은 현대 지구의 대기와 삶을 책임지는 광합성이다.
산소가 가장 많은 저장소는 지각과 맨틀의 규산염과 산화 광물안에 들어 있다. (99.5%) 극히 일부만이 자유 산소로서 생물권과 대기로 방출된다. 대기권 산소의 주 원천은 광합성이며 이산화탄소와 물로부터 당분과 산소를 만든다:
6CO2 + 6H2O + 에너지 → C6H12O6 + 6O2
대기 산소는 광해리에서도 나온다. 여기서 고에너지 자외선은 대기의 물과 아산화질소를 분자 원자로 분리시킨다. 자유 H 및 N 원자는 대기의 O2에서 빠져나온다.
2H2O + 에너지 → 4H + O2
2N2O + 에너지 → 4N + O2
대기에서 산소를 잃는 주된 요인은 강수와 부패이며 여기서 짐승과 박테리아는 산소를 소비하고 이산화탄소를 내보낸다.
암권 광물이 산소로 산화되어 있으므로 노출되어 있는 암석이 풍화를 일으키면 산소를 소비할 수도 있다. 풍화 작용의 한 예로 산화철(녹)의 형성이 있다.
4FeO + O2 → 2Fe2O3
산소는 생물권과 암석권 사이에서 순환하기도 한다. 생물권의 해양생물은 산소가 풍부한 탄산칼슘 물질(CaCO3)을 만들어낸다. 생물이 죽으면 껍질은 깊은 해저 위에 분해되어 오랜 시간 묻히면 암석권에서 석회암을 만들어낸다. 생물이 만들어낸 풍화 작용은 암석으로부터 산소를 가져오기도 한다. 식물과 짐승은 암석으로부터 영양 물질을 가져와서 이 과정이 일어나는 가운데 산소를 내보낸다.
대기에 산소가 존재하면 성층권에 오존(O3)과 오존층을 만든다. 이 오존층은 해로운 자외선을 흡수하므로 생물에 매우 중요하다:
O2 + 자외선 에너지 → 2O
O + O2 → O3

## 대기 변화 및 대기 오염
아래의 예시는 대체로 기존부터 존재해 왔으나, 공업산업의 발전으로 인간이 직접적으로 개입하면서 대기 화학평형이 무너지게 되었다. 화학적 평형을 유지하던 것들에 오염원이 추가되면서 대기의 성분상태가 변화하고, 정도가 악화되어 동식물에 나쁜 영향을 주는 것을 대기가 오염되었다고 한다. 그로 인해 미처 예상하지 못했던 다양한 대기의 문제점들은 아래와 같이 존재한다.

### 성층권의 오존 층 손상

오존 사이클.

원시 대기의 형성때 생겨난 오존층은 태양으로부터 오는 자외선이 지구 표면에 도달하는 것을 막아준다. 이오자외선은 피부암을 유발하고 유전자 변이를 일으키는 등 좋지 않은 영향을 미치기에 오존층은 지구의 보호막과 같은 역할이라고 볼 수 있다. 오존은 파장이 240nm 이하의 태양광선에 의해 산소 분자가 광분해 되면서 시작한다. O2가 반으로 나뉘어 O가 된 후, 반응성이 높아져 다시 산소 분자와 결합해 오존을 생성한다.
이때의 반응식은
O+O2+M → O3+M이다. M은 반응성이 작은 화합물로, 반응 시 생기는 과량의 에너지를 흡수하고 오존 분자가 분해되는 것을 막는 역할을 한다.
또한 오존 자체는 자외선을 흡수하여 다시 분해되기도 한다.
O3 → O+O2
오존의 자연적 형성과 파괴는 성층권의 오존 농도를 일정하게 유자하는 동적평형이다.

위 사진은 만약 클로로플루오로탄소가 금지되지 않았다면 오존의 농도가 어떻게 변화되었을지 NASA의 예측결과를 나타낸 시나리오이다.

그러나 성층권의 오존 층이 크게 손상이 되기 시작하는데, 1970년대 중반 이후 과학자들이 프레온(CFC)이 오존층에 미치는 유해성에 관심을 두기 시작하면서부터다.
프레온(CFC)은 상대적으로 반응성이 낮아 분해되지 않고 성층권까지 확산되는데, 성층권에서 자외선에 의해 다음과 같이 분해된다.
CFCl3→CFCl2+Cl
CF2Cl2→CF2Cl+Cl
위 반응으로 추출된 염소 원자는 다음과 같은 반응을 거친다.
Cl+O3→ClO+O2
ClO+O→Cl+O2
위 두식을 합하면 실질적으로 성층권에서 오존을 제거하는 결과가 된다,
O3+O→2O2
따라서 이는 오존의 자연적 생성과 분해에서 분해과정의 빈도를 높이므로, 결정적으로 오존층 파괴의 주범이 된다.
오존이 형성되고 파괴되는 자연적인 과정은 성층권의 오존 농도를 일정하게 유지시키지만, 인간이 사용하는 냉장고나 에어컨, 일회용품이나 스프레이 등에서 방출되는 프레온 가스는 거기에 추가적으로 오존을 제거하기 때문에 점점 오존층의 농도는 옅어지는 추세이다.
1980년대부터 지금까지, 이른바 '남극 오존 구멍'이 형성되어 커져가면서 오존층이 50% 이상 감소되었다는 증거들이 나타나고 있다. 이는 상당히 심각한 문제였기 때문에, 세계 각국은 프레온 가스를 사용하는 상품을 줄이기 시작했다.
문제를 해결하기 위해 현재까지 비행기 선단으로 에테인, 프로페인 가스를 분사해 구멍을 메우거나 많은 양의 오존을 생성해 방출하자는 등의 의견이 있으나 아직까지 확정된것은 없다.

### 온실 효과

마우나 로아 천문대에서 측정한 대기 중 CO2 농도의 킬링 곡선.

대기 중의 여러 기체들로 인해 지구 표면의 열이 가두어지는 현상을 일컬어 온실 효과라고 한다. 온실의 유리지붕이 가시광선을 통과시키고 열을 가둠으로써 온도를 유지하는 것처럼, 이산화탄소나 수증기를 비롯한 온실 가스들은 지구의 열을 가두어 지구의 평균 온도를 상승시키는 주 원인이 되고 있다.
수증기의 총량은 지난 몇년간 큰 변화를 보이지 않지만, 이산화탄소는 화석 연료의 사용으로 인해 꾸준하게 증가하고 있는 것을 알 수 있다. 실제로 매년 이산화탄소 농도가 큰 폭으로 증가하고 있으며, 그에 따라 지구의 온도 역시 조금씩 상승하고 있다. 기상학자들은 현재의 상승 속도가 유지된다면 금세기 안에 지구의 평균 온도는 1~3.C 상승할 것이라고 예측한다.
아주 조금 온도가 오른다고 해서 별 일 생기지 않을것처럼 보이지만, 그 정도의 상승치는 지구 상의 열적 균형을 깨트리고 극지대의 빙산을 녹이기엔 충분한 양이므로 하루빨리 온실 가스의 배출량을 줄일 필요가 있을 것으로 예상된다.

### 산성비
말 그대로 산성을 띤 비로써, 전 세계의 석조 건물과 유적, 조각상 등에 심각한 손상을 끼치는 대기 현상 중 하나이다. 단순히 조각상들 뿐만 아니라, 수분을 필수불가결적으로 섭취하게 되는 식물 혹은 수중 생물들에게도 유독하다.
산성비의 평균 Ph는 4.3~5.1 정도인데, 일반적인 빗물의 Ph가 5.5를 넘지 않는다는것을 생각하면 꽤 심각한 수치라고 할 수 있을것이다. 산성비의 주 원인은 이산화 황과 배기가스에서 배출되는 질소 산화물인데, 대기 중의 이산화 황은 보통 화산 폭발 현상이나 금속의 제련 과정 중에 발생한다. 매년 약 5~6천만 톤의 이산화 황이 대기 중으로 방출되는데, 이것이 바로 산성비의 원인이라고 할 수 있다.
이상화 황에 의한 산성비를 줄이려면 화석 연료를 사용하기 전에 황 성분을 제거하는 것과 이미 형성된 이산화 황은 제거하는 두 가지의 방법이 있다.이를 위해서 석회를 이용하는데, 석회가 산성을 중화하는 역할을 할 수 있기 때문에 그렇다.

### 광화학 스모그
스모그는 1950년대 런던의 공장에서 발생하는 매연과 안개가 합쳐진것을 표현하기 위해 만들어진 단어이다. 일반적인 스모그와 다르게, 광화학 스모그는 자동차의 배기가스가 태양빛과 접촉하면서 발생하는 화학 반응에 의해 만들어진다.
NO, CO와 같은 불완전 연소된 탄화 수소들(1차 오염 물질)이 광화학적 반응에 의해서 NO2나 O3와 같은 2차 오염 물질로 변하고, 이것들이 바로 광화학 스모그의 주범이다. 2차 오염 물질들, 특히 오존은 여러 가지 물질과 반응하면서 질산 과산화 아세틸, 이른바 PAN을 만드는데, 이는 강력한 최루성 기체로 호흡 곤란을 일으키는 물질이다.
광화학 스모그가 만들어지는 메커니즘이 알려지면서, 이를 방지하기 위한 방법이 고안되고 있다. 그 중 하나는 지금도 시행되고 있는 자동차의 촉매 변환장치인데, CO와 NO를 다른 물질로 전환하면서 광화학 스모그를 사전에 차단한다. 보다 효율적인 엔진을 개발하거나, 더 나은 공공 교통수단을 확보하는 것 또한 스모그를 줄일 수 있는 방법이라고 할 수 있다. 최근에는 자동차의 라디에이터나 에어컨 압축기를 백금으로 코팅하는 방법 또한 제시되었는데, 이렇게 하면 오존이나 일산화탄소를 산소와 이산화탄소로 전환시키면서 공기를 정화할 수 있게 된다.

## 연구 방법
대기화학의 연구 방법에는 크게 3가지의 방법이 있다.
1. 관찰(observation)
2. 실험실 관측(lab measurement)
3. 모델링(computer modeling)

대기 화학의 발전은 이러한 방법들 사이의 상호작용에 의해 만들어지며 그 상호작용들은 하나의 통합된 연구를 이뤄낸다. 예를 들어, 우리는 ‘관찰’을 함으로써 우리가 이전에 생각했던 것보다 더 많은 화합물이 대기 중에 존재한다는 사실을 알 수 있었다. 이 사실을 토대로 관측한 사실이 납득이 갈 만한 새로운 '모델링'과 '실험실에서의 관측'을 생각해 낼 것이며, 이는 인간의 과학적 지식을 향상시킬 수 있을 것이다.

### 관찰
대기 화학에 있어서 관찰은 우리가 연구를 이해하는 데 있어서 필수적이라고 할 수 있다. 대기의 조성에 대한 일상적인 관찰은 우리에게 시간의 흐름에 따른 대기 조성의 변화에 대해 알려준다. 이것에 대한 한 가지 중요한 예시는 킬링 곡선(keeling curve)인데, 이는 1958년부터 현재까지의 측정치로 이산화탄소 농도의 지속적인 상승을 보여준다. 대기 화학에 대한 관측은 마우나 로아같은 관측소나 항공기와 같은 이동 가능한 플랫폼(예: 영국의 항공 대기 측정 시설), 선박 및 열기구에서 이루어진다.
대기 구성에 대한 관측 자료는 GOME과 MOPITT와 같은 중요한 장비를 지닌 위성에 의해 점점 더 많이 만들어지고 있으며, 이는 대기 오염과 화학에 대한 범세계적인 큰 그림을 제공한다. 표면 관측은 장기적인 기록을 제공한다는 장점이 있지만 수직/수평의 공간에서는 그 성능이 제한된다. 예를 들어, LIDAR과 같은 일부 표면 관측 장비는 화학적 화합물과 에어로졸의 농도를 정리해서 제공할 수 있지만 수평 영역에서는 제한된다. 대기 화학 관찰 데이터베이스에서 많은 관측들이 가능하다.

### 실험실 관측
실험실에서 이루어지는 측정은 오염물질과 자연 발생 화합물의 발생원과 그 사이의 연결고리를 이해하는데 필수적이다. 이러한 실험은 특정 화학 반응의 개별 평가 또는 특정 대기 구성 요소의 비율을 관측할 수 있는 통제된 환경에서 수행된다.
현재 가장 주목을 받고 있는 분석 유형은 기체상 반응과 에어로졸의 형성과 성장에 적절한 다양한 반응이다. 에어로졸이란 대기 중에 떠다니는 아주 미세한 고체 입자로, 자연적으로도 인공적으로도 형성될 수 있다. 다양한 방면에 사용되는 만큼 연구가 가지고 있는 중요성은 대단하다.
마찬가지로 중요하게 평가되는 것은 분자가 햇빛에 의해 어떻게 분리되는지와 그 결과 생산물이 무엇인지 수치화하는 대기 광화학 연구다. 또한 헨리의 법칙의 계수와 같은 열역학적 데이터도 얻을 수 있다.

### 모델링
대기 화학의 이론적인 이해를 종합하여 그것을 테스트하기 위해 컴퓨터 모델링을 사용한다. 수치를 나타내주는 모델은 대기 중의 화학 물질의 농도를 결정하는 미분 방정식을 해결함으로써 우리를 도와준다. 그 방정식들은 매우 단순하거나 혹은 매우 복잡할 수 있다. 수치 모델에서 나타나는 공통적인 특징은 화합물, 화학 반응의 수와 대기 중 이동 및 혼합되는 분자들이 표현되는 수가 일정한 비율을 가지고 있다는 것이다.
예를 들어 박스 모델링은 수백 또는 수천 개의 엄청난 양의 화학 반응을 나타낼 수 있지만 대기 중 혼합 현상이 상당히 저조한 질로 표현된다. 이와 대조적으로, 3D 모델링은 대기의 많은 물리적 과정을 나타내지만 컴퓨터의 역량의 한계로 인해 화학 반응과 화합물이 훨씬 적게 표현된다고 알려져 있다. 모델링을 사용하여 관측치를 해석하고, 화학 반응에 대한 이해를 시험하며, 대기 중 화학 화합물의 시간의 흐름에 따른 농도를 예측할 수 있다. 현재 가장 중요한 목표는 대기 화학 모듈이 기후, 대기 구성 및 생물권 사이의 연관성을 연구할 수 있는 지구 시스템 모델의 한 부분이 되는 것이다.

## 같이 보기
- 산소 순환
- 고기후학